# Viktor Ullmann
Viktor Ullmann (auch: Victor Ullmann; geboren am 1. Januar 1898 in Teschen, Österreich-Ungarn; ermordet am 18. Oktober 1944 in Auschwitz-Birkenau) war ein österreichischer Komponist, Dirigent und Pianist.

## Leben

### Jugend und Studium
Viktor Ullmanns Eltern entstammten beide jüdischen Familien; sie waren allerdings schon vor Viktors Geburt zum katholischen Glauben konvertiert. Der Vater Maximilian Ullmann (1861–1938) konnte als assimilierter Jude die Laufbahn eines Berufsoffiziers einschlagen. Im Ersten Weltkrieg wurde er zum Oberst befördert (k.k. Schützenregiment Nr. 25) und 1918 als Edler von Tannfels in den österreichischen Adelsstand erhoben.
Viktor besuchte ab 1909 das Rasumofsky-Gymnasium in der Kundmanngasse in Wien und verließ die Schule mit dem Kriegsabitur. Seine musikalischen Neigungen und Begabungen verschafften ihm früh Zugang zu Arnold Schönberg und seinem Schülerkreis. Nach dem Schulabschluss 1916 absolvierte er zwei Jahre freiwillig Militärdienst. Nach dem Einsatz an der Isonzofront wurde ihm ein Studienurlaub bewilligt, den er 1918 zum Einstieg in das Jura-Studium an der Wiener Universität nutzte und dabei auch Vorlesungen von Wilhelm Jerusalem besuchte. Anfang Oktober 1918 wurde er auch in Schönbergs Kompositions-Seminar aufgenommen. Er studierte bei Schönberg selbst Formenlehre, Kontrapunktik und Orchestrierung. Ullmann war ein ausgezeichneter Pianist, wenn auch ohne Ambitionen auf eine Solistenkarriere.

### Freischaffender Musiker
Im Mai 1919 brach er beide Studien ab und verließ Wien, um sich in der Folgezeit in Prag ganz der Musik zu widmen. Im Herbst 1920 wurde er Chordirektor und Korrepetitor unter Alexander Zemlinsky am Neuen Deutschen Theater in Prag, und von 1922 bis 1927 Kapellmeister. 1923 begann mit den 7 Liedern mit Klavier eine Serie erfolgreicher Uraufführungen seiner Kompositionen, die bis Anfang der 1930er Jahre andauerte („Sieben Serenaden“). Auf dem Genfer Musikfest der Internationalen Gesellschaft für Neue Musik (IGNM) (1929) erregten die Schönberg-Variationen Aufsehen, ein Klavierzyklus nach einem Thema seines Wiener Lehrers. Fünf Jahre später wurde er für die Orchesterfassung dieses Werks mit dem nach dem ehemaligen Direktor der Universal Edition benannten Emil-Hertzka-Preis ausgezeichnet.
Von 1929 bis 1931 war Ullmann Kapellmeister und Bühnenmusik-Komponist am Schauspielhaus Zürich. Interessiert an der von Rudolf Steiner begründeten Anthroposophie, betrieb er von 1931 bis 1933 eine anthroposophische Buchhandlung in Stuttgart, bevor er ab Mitte 1933 wieder ständig in Prag lebte, wo er als Musiklehrer und Journalist tätig war. Von 1935 bis 1937 nahm er Kompositionsunterricht bei Alois Hába, dessen Vierteltontechnik er allerdings nur in einer einzigen Komposition (der Klarinetten-Sonate op. 16, 1937) anwandte (nur das Autograph der Klarinettenstimme ist erhalten). In den Werken der 1920er Jahre hatte er sich noch deutlich an Schönbergs frei-atonalen Werken orientiert (insbesondere an der Kammersinfonie op. 9, an den George-Liedern op. 15 und an Pierrot Lunaire op. 21). Die ab Mitte der 1930er Jahre entstandenen Kompositionen zeichnen sich aus durch die selbständige Weiterentwicklung der von Schönberg empfangenen Anregungen (2. Streichquartett, 1. Klaviersonate) und durch die Auseinandersetzung mit der Oper Wozzeck von Alban Berg (Oper Der Sturz des Antichrist). Eine neuartige Harmonik zwischen Tonalität und Atonalität (Ullmann sprach selbst von „Polytonalität“), hochgespannter musikalischer Ausdruck und meisterliche Beherrschung der formalen Gestaltung gehören zu den Charakteristika von Ullmanns neuem, nunmehr unverwechselbarem persönlichen Stil.
Beeindruckt von der Anthroposophie Rudolfs Steiner führte Ullmann von 1931 bis 1933 die anthroposophische Buchhandlung „Novalis Bücherstube“ in Stuttgart. 1933 verließ er Deutschland und kehrte nach Prag zurück. Viktor Ullmann war Freimaurer in Prag. Er wird auf der Mitgliederliste der Großloge Lessing zu den drei Ringen geführt und publizierte ab 1934 mehrfach als „Bruder Viktor Ullmann“ in der Reichenberger Freimaurerzeitschrift Die drei Ringe.

### KZ Theresienstadt, Ermordung im Vernichtungslager Auschwitz-Birkenau
1942 wurde Ullmann ins KZ Theresienstadt deportiert, wo er – immer noch an das Positive im Menschen glaubend – trotz Hunger und großer Probleme in der Bewältigung des Theresienstädter Lagerlebens um ein reiches Musikleben besorgt war und einen beträchtlichen Teil seiner Werke schuf. Er schrieb: „Zu betonen ist nur, dass ich in meiner musikalischen Arbeit durch Theresienstadt gefördert und nicht etwa gehemmt worden bin, dass wir keineswegs bloß klagend an Babylons Flüssen saßen und dass unser Kulturwille unserem Lebenswillen adäquat war.“
Am 16. Oktober 1944 wurde Ullmann gemeinsam mit Pavel Haas und Hans Krása nach Auschwitz-Birkenau deportiert und kurz nach seiner Ankunft durch Vergasung ermordet.

## Wirken als Komponist
Bis zur Deportation erreichte seine Werkliste die Opuszahl 41 und enthielt u. a. weitere drei Klaviersonaten, Liederzyklen nach verschiedenen Dichtern, Opern und das Klavierkonzert op. 25, das er im Dezember 1939, d. h. 9 Monate nach dem Einmarsch der deutschen Truppen in Prag, vollendete. Der größere Teil dieser Werke ist verschollen; die Manuskripte gingen wahrscheinlich während der Besatzungszeit verloren.
Erhalten blieben 15 Drucke seiner zwischen 1936 und 1942 entstandenen Kompositionen, die Ullmann im Selbstverlag herausgegeben und einem Freund zur Aufbewahrung anvertraut hatte. Im Ghetto Theresienstadt blieb Ullmann weiter musikalisch aktiv: Er wirkte als Klavierbegleiter, organisierte Konzerte („Collegium musicum“, „Studio für neue Musik“), schrieb Kritiken über musikalische Veranstaltungen und komponierte. Sein Theresienstädter Nachlass blieb nahezu vollständig erhalten und umfasst – neben Chorkompositionen, Liederzyklen und einer Bühnenmusik – so gewichtige Werke wie die letzten drei Klaviersonaten, das 3. Streichquartett, das Melodram nach Rilkes „Cornet“-Dichtung und die Kammeroper Der Kaiser von Atlantis.
Die Uraufführung der Oper Der Sturz des Antichrist (Text: Albert Steffen, 1935) hätte in Wien stattfinden sollen. Damals hatte Ullmann für seine knapp zweistündige Oper zum zweiten Mal den Emil-Hertzka-Preis erhalten. Verhandlungen mit dem Wiener Staatsoperndirektor Felix Weingartner waren im Gang. Dazu kam es jedoch nicht mehr: Die Uraufführung fand erst 60 Jahre später in Bielefeld statt.
„Der Kaiser von Atlantis“ erlebte seine Uraufführung erst 1975 als bearbeitete Fassung in Amsterdam. Die erste Aufführung, die sich so weit wie möglich an die originale Niederschrift hielt, fand 1989 in der Neuköllner Oper zu Berlin statt. Seit 1993 ist es möglich, die Originalfassung der Oper zu spielen, die mit Hilfe von Karel Berman und dessen Theresienstädter Rollenbuch vom Musikwissenschafter Ingo Schultz erstellt worden ist, die die Grundlage der Inszenierung von Herbert Gantschacher für ARBOS – Gesellschaft für Musik und Theater bildet. Von dieser Produktion, die auch den Originaltitel Ullmanns „Der Kaiser von Atlantis oder Die Tod-Verweigerung“ verwendete, machte STUDIO MATOUŠ aus Prag 1994 eine Studioaufnahme, die 1995 erschien. Von der Theresienstädter Erstaufführung der Oper am 23. Mai 1995 gibt es einen Livemitschnitt von ARBOS – Gesellschaft für Musik und Theater. Ein Jahr davor erschien eine CD-Einspielung mit dem Gewandhausorchester Leipzig unter der Leitung von Lothar Zagrosek bei Decca, dabei wurde aber nicht die Originalpartitur benutzt, sondern eine Fassung für großes Orchester aufgenommen.
Die 2. Sinfonie D-Dur wurde am 9. Oktober 1994 in Zürich aufgeführt. Sie ist allerdings nicht als ausgearbeitete Sinfonie überliefert. Sie lag vielmehr als 7. Klaviersonate vor, von Ullmann aber mit so vielen präzisen Instrumentationsangaben versehen, dass die Komposition den Eindruck eines Particelles erweckt. In der orchestralen Einrichtung von Bernhard Wulff wurde das Werk als 2. Sinfonie im Rahmen der baden-württembergischen Musikhochschultage «Den Opfern der Gewalt» 1989 in Stuttgart unter Gerd Albrechts Leitung uraufgeführt und auf CD eingespielt. Das Werk übte als Zeugnis von Ullmann Überlebenskraft eine starke Wirkung aus.
Besonders im „Kaiser“ und im „Cornet“ beschäftigte er sich noch einmal mit den Grundfragen seiner künstlerischen Weltanschauung, nun allerdings angesichts der Lebensbedingungen in einem nationalsozialistischen Konzentrationslager: Mit dem ästhetischen Problem der Verwandlung eines vorgefundenen Stoffs in die künstlerische Form; und mit dem ethischen Problem der immerwährenden Auseinandersetzung des Geistes mit der Materie. Die inhaltlich konkreteste Form dieses Diskurses entfaltete er in der „Kaiser“-Oper mit der Parabel vom Spiel des Kaisers mit dem Tod um das Leben. Das „Spiel“, bei dem es um nicht weniger als die vom Kaiser geplante Vernichtung allen menschlichen Lebens und um die Verhinderung dieses Vorhabens durch den Tod geht, endet mit dem Untergang des Kaisers und mit der Vision eines neuen Verständnisses von Leben und Tod. Mit der musikalischen Gestaltung dieses vermeintlich zeitgebundenen Stoffs hat Viktor Ullmann ein zeitloses Modell davon entworfen, wie die positiven Kräfte des Menschen die Unmenschlichkeit jedes tyrannischen Regimes überwinden können.

## Zeittafel
- 1898: am 1. Januar in Teschen (österr. Schlesien) geboren.
- 1909–1916: Schulbesuch in Wien.
- 1916–1918: freiwilliger Militärdienst; Fronteinsatz; Beförderung zum Leutnant
- 1918: Student an der Universität Wien (Jura), Vorlesungen bei Wilhelm Jerusalem in Soziologie und Philosophie[7] und in Arnold Schönbergs „Seminar für Komposition“
- 1920: Im Herbst Chordirektor und Korrepetitor unter Alexander von Zemlinsky am Neuen deutschen Theater in Prag; später (1922–1927) Kapellmeister
- 1925: Komposition der „Schönberg-Variationen“ für Klavier (Uraufführung 1926 in Prag)
- 1927–1928: Opernchef in Aussig an der Elbe (Ústí n. L.); danach ohne Engagement wieder in Prag
- 1929: Erfolg der „Schönberg-Variationen“ an den VII. Weltmusiktagen der Internationalen Gesellschaft für Neue Musik (ISCM World Music Days) in Genf
- 1929–1931: Komponist und Kapellmeister für Bühnenmusik am Zürcher Schauspielhaus
- 1931–1933: Buchhändler in Stuttgart (Inhaber der anthroposophischen Novalis-Bücherstube)
- 1933: Flucht aus Stuttgart; Rückkehr nach Prag
- 1934: Hertzka-Preis für die Orchesterfassung der Schönberg-Variationen (op. 3b)
- 1935–1937: Kompositionsunterricht bei Alois Hába
- 1936: Hertzka-Preis für die Oper Der Sturz des Antichrist (op. 9)
- 1938: Nach der Aufführung des 2. Streichquartetts bei den XVI. Weltmusiktagen der Internationalen Gesellschaft für Neue Musik in London hält Ullmann sich etwa zwei Monate am Goetheanum in Dornach bei Basel auf.
- 1939: Beginn der Judenverfolgung im „Protektorat Böhmen und Mähren“
- 1941: Aufführung der Klaviersonate bei den XVIII. Weltmusiktagen der Internationalen Gesellschaft für Neue Musik in New York
- 1942: am 8. September Deportation nach Theresienstadt; in der sogenannten „Freizeitgestaltung“ aktiv als Komponist, Kapellmeister, Pianist, Organisator, Pädagoge und Musikkritiker. Wichtigste, als Manuskripte erhaltene Kompositionen: 3 Klaviersonaten; Lieder; Oper Der Kaiser von Atlantis; Melodram Die Weise von Liebe und Tod des Cornets Christoph Rilke
- 1944: am 16. Oktober Transport nach Auschwitz-Birkenau, wo er am 18. Oktober in einer Gaskammer ermordet wurde.

## Verzeichnis der Prager und Theresienstädter Werke
Mitte 1942, vermutlich kurz vor seiner Deportation ins Konzentrationslager Theresienstadt, legte Ullmann ein umfassendes Verzeichnis seiner bis dahin komponierten Werke an. Diese Liste ist als Bestandteil eines Briefes, dessen Empfänger bis jetzt nicht identifiziert werden konnte, in einer Londoner Bibliothek erhalten geblieben. Im Unterschied zu früher aufgestellten Werkordnungen zeichnet sich das „Londoner“ Verzeichnis durch eine lückenlose Opus-Zählung (1–41) und durch die unmissverständliche Zuordnung der bereits bekannten Werke bzw. Titel aus. Von unschätzbarem Wert ist Ullmanns Werkverzeichnis hinsichtlich der verlorenen bzw. verschollenen Kompositionen, lässt es doch den ganzen Umfang des durch Verfolgung und Krieg verursachten Verlustes bewusst werden.
Für die folgende Übersicht wurde Ullmanns Opus-Zählung übernommen und um die in Theresienstadt vergebenen Opus-Zahlen erweitert. Die Anordnung der Titel erfolgte im Wesentlichen chronologisch und berücksichtigt sowohl aus früheren Werkverzeichnissen bekannte als auch bibliographisch ermittelte Kompositionen. Unsichere Datierungen wurden mit (?) bezeichnet. Angaben zu einer früheren Zählung beziehen sich auf die Werkordnung der 1920er Jahre (Riemann Musiklexikon 11/1929). Verweise finden sich lediglich bei den Schönberg-Variationen, die bezüglich der Opus-Zählung wie auch der Chronologie quer zum verwendeten Ordnungsprinzip liegen.

### Prager Werke
| Werk | Jahr        | Frühere Zählung | Bemerkungen |
| --- | ----------- | --------------- | --- |
| Drei Männerchöre a cappella                                                                                   | 1919        | Opus 1          | |
| Lieder mit Orchester                                                                                          | 1921        | Opus 2          | |
| Abendlied (Claudius) für Chor, Soli und Orchester                                                             | 1922        | Opus 3          | |
| Musik zu einem Märchenspiel (Weihnachtsspiel „Wie Klein Else das Christkindlein suchen ging“)                 | 1922        |                 | Uraufführung Prag 1922 |
| Sieben Lieder mit Klavier                                                                                     | 1923        | Opus 4          | Uraufführung Prag 1923, Musikfest der IGNM Prag 1924 (Rahmenprogramm)                                                             |
| Opus 1 – 1. Streichquartett                                                                                   | 1923        | Opus 5          | Uraufführung Prag 1927 |
| Sieben Lieder mit Kammerorchester                                                                             | 1924        | Opus 6          | Uraufführung Prag 1924 |
| Symphonische Phantasie (auch unter dem Titel: „Solokantate für Tenor und Orchester“)                          | 1924        | Opus 7          | Uraufführung Prag 1925 |
| Bühnenmusik zu „Der Kreidekreis“ (Klabund)                                                                    | 1924        |                 | Uraufführung Prag 1925 |
| (21) Variationen und Doppelfuge über ein kleines Klavierstück von Schönberg (op. 19, 4)                       | 1925        | Opus 9          | Uraufführung Prag 1926 |
| Opus 2 – Oktett (auch unter dem Titel: „Oktettino“)                                                           | 1924        | Opus 8          | Uraufführung Prag 1926 |
| Trio für Holzbläser                                                                                           | 1926        | Opus 10         | |
| Opus 4 – Konzert für Orchester (auch unter den Titeln „1. Symphonie“ und „Symphonietta“)                      | 1928        | Opus 11         | Uraufführung Prag 1929 |
| (5) Variationen und Doppelfuge über ein kleines Klavierstück von Arnold Schönberg (für Klavier)               | 1929        |                 | Uraufführung Prag 1929. Erhalten blieb die Abschrift eines Prager Kopisten. Musikfest der IGNM Genf 1929.                         |
| Opus 5 – Sieben kleine Serenaden für Gesang und 12 Instrumente (Text: Ullmann)                                | 1929        |                 | Uraufführung Frankfurt/M. 1931.                                                                                                   |
| Opus 6 – Peer Gynt (Ibsen). Oper                                                                              | 1927–29     |                 | Vollendet nach 1938. |
| Opus 3 a – (9) Variationen und Doppelfuge über ein Thema von Arnold Schönberg für Klavier                     | 1933/34     |                 | Druck im Selbstverlag: Prag 1939.                                                                                                 |
| Opus 3 b – Variationen, Phantasie und Doppelfuge über ein kleines Klavierstück von Schönberg für Orchester    | 1933/34     |                 | Hertzka-Preis 1934. Uraufführung Prag 1938. In der Abschrift zweier Prager Kopisten blieb ein Satz Orchesterstimmen erhalten.     |
| Opus 7 – 2. Streichquartett                                                                                   | 1935        |                 | Uraufführung Prag 1936. Musikfest der IGNM London 1938.                                                                           |
| Opus 8 – (Sieben) Elegien für Sopran und Orchester                                                            | 1935        |                 | Uraufführung Prag 1936 (drei Stücke). Im Autograph erhalten blieb Opus 8, 2: „Schwer ist’s das Schöne zu lassen“ (Steffen).       |
| Opus 9 – Der Sturz des Antichrist. Bühnenweihefestspiel in 3 Akten (Steffen)                                  | 1935        |                 | Hertzka-Preis 1936. Im Autograph erhalten blieben die Partitur und ein teilweise vom Komponisten geschriebener Klavierauszug.     |
| Opus 10 – 1. Klaviersonate                                                                                    | 1936        |                 | Druck im Selbstverlag: Prag 1936. UA Prag 1936. Musikfest der IGNM New York 1941.                                                 |
| Opus 11 – Chinesische Melodramen (auch unter dem Titel „Galgenlieder“)                                        | 1936        |                 | Uraufführung Prag 1936 (4 Stücke).                                                                                                |
| Opus 12 – Huttens letzte Tage (C.F. Meyer), lyrische Symphonie für Tenor, Bariton und Orchester               | 1936/37 (?) |                 | |
| Opus 13 – Missa symphonica für Chor, Soli, Orchester und Orgel („zu Ehren des Erzengels Michael“)             | 1936        |                 | |
| Opus 14 – Drei Chöre a cappella (auch unter dem Titel „Rosenkreuzer-Kantate“)                                 | 1936        |                 | |
| Opus 15 – Oster-Kantate (auch unter dem Titel „Kammer-Kantate“) für gemischten kleinen Chor und 6 Instrumente | 1936        |                 | |
| Opus 16 – Sonate für Viertelton-Klarinette und Viertelton-Klavier                                             | 1936        |                 | Uraufführung Prag 1937. Erhalten blieb nur das Autograph der Klarinetten-Stimme.                                                  |
| Opus 17 – Sechs Lieder (Steffen) für Sopran und Klavier                                                       | 1937        |                 | Druck im Selbstverlag: Prag 1937. Uraufführung Prag 1937.                                                                         |
| Opus 18 – Lieder (Kraus, Goethe, Novalis) (auch unter dem Titel „Liederzyklus II“)                            | 1937 (?)    |                 | |
| Opus 19 – 2. Klaviersonate                                                                                    | 1938/39     |                 | Druck im Selbstverlag: Prag 1939. Uraufführung Prag 1940.                                                                         |
| Opus 3 c – Variationen und Doppelfuge über ein Thema von Arnold Schönberg                                     | 1939        |                 | Erhalten als Fotokopie vom Autograph.                                                                                             |
| Opus 20 – Geistliche Lieder für hohe Stimme und Klavier                                                       | 1939/40     |                 | Druck im Selbstverlag: Prag 1940. Uraufführung Prag 1940.                                                                         |
| Opus 21 – Lieder (Brezina)                                                                                    | 1929/39 (?) |                 | |
| Opus 22 – Kinderlieder                                                                                        | 1939/40 (?) |                 | |
| Opus 23 – Der Gott und die Bajadere (Goethe) für Bariton und Klavier                                          | 1940 (?)    |                 | Uraufführung Prag 1940. |
| Opus 24 – Slawische Rhapsodie für Orchester und obligates Saxophon                                            | 1939/40     |                 | Druck im Selbstverlag: Prag 1940. (Gedruckt als „Opus 23“)                                                                        |
| Opus 25 – Klavierkonzert                                                                                      | 1939        |                 | Erhalten als Autograph; Druck im Selbstverlag: Prag 1940.                                                                         |
| Opus 26 – Fünf Liebeslieder (Huch) für Sopran und Klavier                                                     | 1939        |                 | Druck im Selbstverlag: Prag 1939.                                                                                                 |
| Opus 27 – Lieder des Prinzen Vogelfrei (Nietzsche)                                                            | 1940        |                 | |
| Opus 28 – 3. Klaviersonate                                                                                    | 1940        |                 | Druck im Selbstverlag: Prag 1940. (Gedruckt als „Opus 26“)                                                                        |
| Opus 29 – Drei Sonette aus dem Portugiesischen (Barett-Browning/Rilke) für Sopran und Klavier                 | 1940        |                 | Druck im Selbstverlag: Prag 1940. Uraufführung Prag 1940.                                                                         |
| Opus 30 – Liederbuch des Hafis für Bass und Klavier                                                           | 1940        |                 | Druck im Selbstverlag: Prag 1940. Uraufführung Prag 1940 nach Hans Bethge Nachdichtungen der Lieder und Gesänge des Hafis, Band 2 |
| Opus 31 – Nachlese (Lieder)                                                                                   | 1940 (?)    |                 | |
| Opus 32 – Krieg. Kantate für Bariton                                                                          | 1940 (?)    |                 | |
| Opus 33 – Die Heimkehr des Odysseus. Oper                                                                     | 1940/41 (?) |                 | |
| Opus 34 – Six Sonnets (Labé) für Sopran und Klavier                                                           | 1941        |                 | Druck im Selbstverlag: Prag 1941.                                                                                                 |
| Opus 35 – Sechs Gesänge für Alt oder Bariton und Klavier                                                      | 1941 (?)    |                 | |
| Opus 36 – Der zerbrochene Krug (Kleist). Oper                                                                 | 1941/42     |                 | Druck im Selbstverlag 1942. |
| Opus 37 – Drei Lieder (C.F. Meyer) für Bariton und Klavier                                                    | 1942        |                 | Als Autograph erhalten („Erneuert in Theresienstadt“). Uraufführung Theresienstadt 1943.                                          |
| Opus 38 – 4. Klaviersonate                                                                                    | 1941        |                 | Druck im Selbstverlag: Prag 1941.                                                                                                 |
| Opus 39 – Sonate für Violine und Klavier                                                                      | 1937 (?)    |                 | Erhalten blieb nur die Abschrift der Violin-Stimme. Uraufführung geplant: Prag 1938.                                              |
| Opus 40 – Konzertarie (aus Goethes „Iphigenie“)                                                               | 1942 (?)    |                 | |
| Opus 41 – Sechs Lieder (H.G. Adler)                                                                           | 1942 (?)    |                 | |

### Theresienstädter Werke

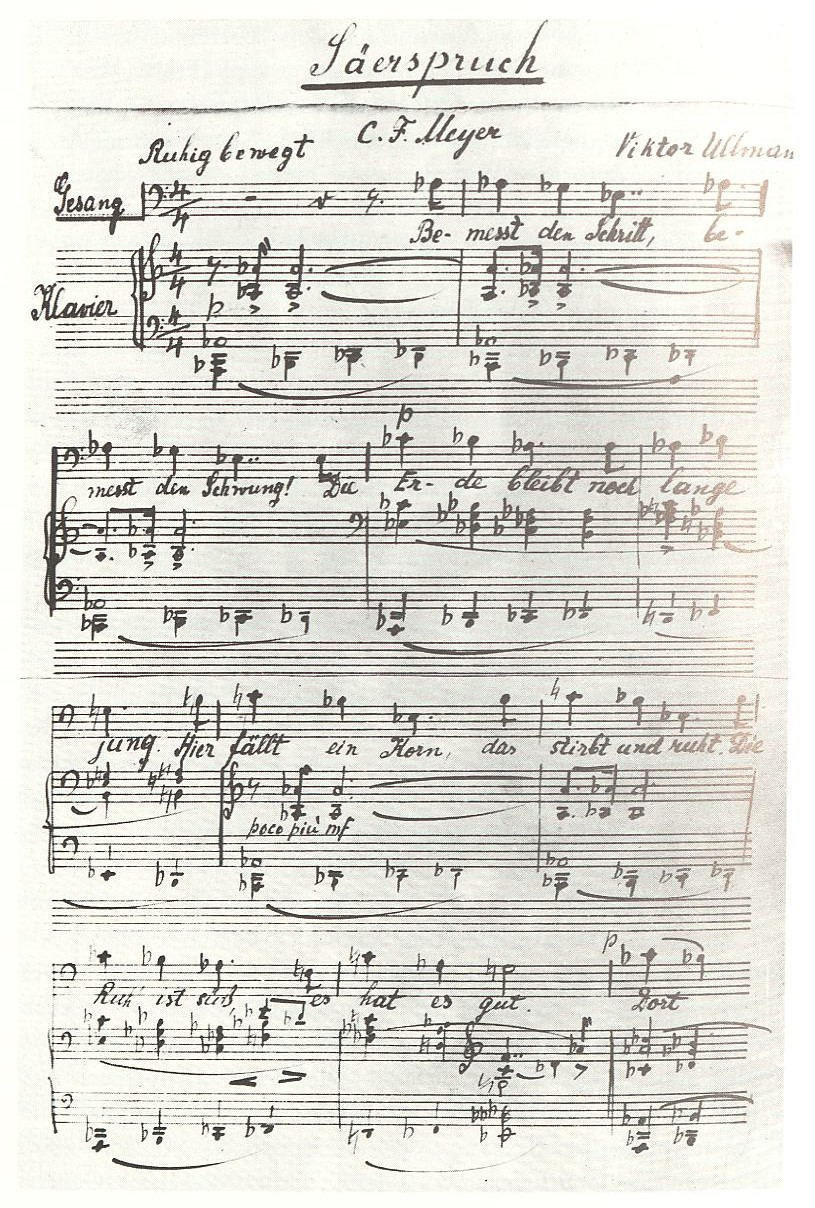
Säerspruch opus 37

| Werk                                                                                               | Jahr    | Frühere Zählung | Bemerkungen |
| -------------------------------------------------------------------------------------------------- | ------- | --------------- | --- |
| Drei Lieder für Bariton (C.F. Meyer)                                                               | 1942    |                 | Vgl. Opus 37. Schlussdatierung: 4. November 1942. |
| 3. Streichquartett (in einem Satz)                                                                 | 1943    |                 | Erhalten als Kopie vom Autograph. Gezählt als Opus 46. Schlussdatierung: 23. Januar 1943.                                                                                               |
| Herbst (G. Trakl) für Sopran und Streichtrio                                                       | 1943    |                 | Erhalten als Autograph. Schlussdatierung: 24. Januar 1943. |
| (2) Lieder der Tröstung (Steffen) für tiefe Stimme und Streichtrio                                 | 1943    |                 | Erhalten als Autograph. |
| Zehn jiddische und hebräische Chöre (Frauen-, Männer- und gem. Chor)                               | 1943    |                 | Erhalten als Abschriften Theresienstädter Kopisten. |
| Bühnenmusik zu einem Francois-Villon-Spiel                                                         | 1943    |                 | Uraufführung Theresienstadt 20. Juli 1943. |
| Wendla im Garten (Wedekind) für Singstimme und Klavier                                             | 1943    |                 | Erhalten als Autograph. Schlussdatierung: 1918–1943. |
| 5. Klaviersonate                                                                                   | 1943    |                 | Erhalten als Autograph. Gezählt als Opus 45. Schlussdatierung: 27. Juni 1943. |
| (2) Hölderlin-Lieder für Singstimme und Klavier                                                    | 1943/44 |                 | Erhalten als Autograph. |
| Immer inmitten (H.G. Adler). Kantate für Mezzosopran und Klavier                                   | 1943    |                 | Zwei Lieder erhalten als Autograph. Uraufführung Theresienstadt 30. Oktober 1943. |
| 6. Klaviersonate                                                                                   | 1943    |                 | Erhalten als Autograph. Gezählt als Opus 49. Vgl. „Kaiser von Atlantis“. Schlussdatierung: 1. August 1943. Uraufführung Theresienstadt vor 30. Oktober 1943.                            |
| Der Mensch und sein Tag (H.G. Adler). 12 Lieder für Singstimme und Klavier                         | 1943    |                 | Erhalten als Autograph. Gezählt als Opus 47. Schlußdatierung: 4. September 1943. |
| Chansons des enfants francaises [!] für Stimme und Klavier.                                        | 1943    |                 | Ein Lied („Little Cakewalk“) erhalten als Autograph. Widmungsdatum: 27. September 1943.                                                                                                 |
| Drei chinesische Lieder für Singstimme und Klavier.                                                | 1943    |                 | Zwei Lieder erhalten als Autograph. Schlussdatierung: Oktober 1943. |
| Der Kaiser von Atlantis oder Die Tod-Verweigerung. Spiel in einem Akt (Libretto: Peter Kien)       | 1943/44 |                 | Erhalten als Autograph. Gezählt als Opus 49 (vgl. 6. Klaviersonate) Kompositionsbeginn: Juni/Juli 1943; Schlussdatierung: 13. Januar 1944. Revision („Wahnsinns-Terzett“): August 1944. |
| Don Quixote. Ouverture für Klavier (Particell)                                                     | 1943    |                 | Erhalten als Autograph. Schlussdatierung: 21. März 1944. |
| Der 30. Mai 1431. Libretto zu einer „Jeanne d’Arc“-Oper (2 Akte)                                   | 1944    |                 | Erhalten als Autograph. Datierung des Vorworts: 16. Mai 1943. |
| Drei jiddische Lieder für Singstimme und Klavier                                                   | 1944    |                 | Erhalten als Autograph. Gezählt als Opus 53 Datierung (1. Lied): 25. Mai 1944. |
| Die Weise von Liebe und Tod (Rilke). 12 Stücke für Sprecher und Orchester oder Klavier (Particell) | 1944    |                 | Erhalten als Autograph. Uraufführung vor 28. September 1944. Schlussdatierung: 12. Juli 1944.                                                                                           |
| 7. Klaviersonate                                                                                   | 1944    |                 | Erhalten als Autograph. Datierung auf dem Titelblatt: 22. August 1944. |
| Abendphantasie (Hölderlin) für Singstimme und Klavier                                              | 1944    |                 | Erhalten als Autograph. |
| Kadenzen zu Beethovens Klavierkonzerten (Nr. 1 und 3)                                              | 1944    |                 | Erhalten als Autograph. Gezählt als Opus 54 |
| Drei hebräische Knaben-Chöre (a cappella)                                                          | 1944    |                 | Erhalten als Abschrift eines Theresienstädter Kopisten. |

## Diskografie (Auswahl)
- Terezín: The Music 1941–44 (Romantic Robot 1991)
- Der Kaiser von Atlantis (Oper) + Hölderlin-Lieder (1943/44); Ausf.: Kraus, Berry, Vermillion, Mazura, Lippert, Gewandhausorchester Leipzig, Dir: Zagrosek; Decca 1994.
- Der Kaiser von Atlantis (Studio Matous Prag / ARBOS – Gesellschaft für Musik und Theater; Ersteinspielung der Originalfassung für Kammerorchester 1995)
- Der Sturz des Antichrist (Oper); Ausf.: Neuweiler, Decker, Gentile, Chor und Orchester der Bielefelder Philharmonie, Dir: Koch; CPO 1995.
- Der zerbrochene Krug op. 36 (Oper) + Slawische Rhapsodie op. 23 für Saxophon und Orchester; Ausf.: Hermann, Barainsky, Prein, Dewald, Morloc, Kelly, Deutsches Symphonie-Orchester Berlin, Dir: Albrecht; Orfeo (Musica rediviva) 1998.
- Symphonie Nr. 2 + Klavierkonzert op. 25, Variationen op. 5; Ausf.: Richter, Staatsphilharmonie Brünn, Dir.: Yinon; Bayer Records, Atlantis 1992.
- Symphonie Nr. 2 (sowie Werke von Pavel Haas und Erwin Schulhoff); Tschechische Philharmonie, Dir.: Albrecht; Orfeo (Musica rediviva) 1994.
- Symphonien Nr. 1 + 2, 6 Lieder op. 17, Don Quixote tanzt Fandango (Ouvertüre, 1944); Ausf.: Banse, Gürzenich-Orchester Köln, Dir.: Conlon; Capriccio 2003.
- Symphonien Nr. 1 + 2; Ausf.: Brussels Philharmonic – the Orchestra of Flanders, Dir.: Albrecht; Glossa 2009.
- Klavierkonzert op. 25 + Don Quixote tanzt Fandango, Die Weise von Liebe und Tod; Ausf.: Ardasev, Pluhar, Tschechische Philharmonie, Dir.: Albrecht; Orfeo (Musica rediviva) 1995.
- Klaviersonaten Nr. 1-7; Ausf.: Konrad Richter; Bayer Records 1993.
- Klaviersonaten Nr. 5-7 + Streichquartett Nr. 3, Ausf.: Radoslav Kvapil, Kocian Quartett; Praga 2002.
- Klaviersonaten Nr. 1-4; Ausf.: Edith Kraus; EDA 2002
- Klaviersonate Nr. 6; Ausf.: Emil Leichner; Romantic Robot, UK 1991
- Lieder (Die Weise von Liebe & Tod, 5 Liebeslieder op. 26, 4 Gesänge nach Hölderlin), Ausf.: Verhoeven, Shirai, Höll; Capriccio 2001.
- Lieder (5 Liebeslieder op. 18, 6 Lieder op. 17, 3 Sonette op. 29, Liederbuch des Hafis op. 30, Der Mensch und sein Tag op. 47, Immer inmitten, Chinesische Lieder, 3 Lieder nach Meyer, 3 Lieder nach Hölderlin); Ausf.: Windmüller, Himmelheber, Schäfer, Bauni; Orfeo (Musica rediviva) 1995.
- Beryoskele, aus: Brezulinka (3 jiddische Lieder op. 53) auf CD Terezín/Theresienstadt (Lieder von Ullmann, Krása, Haas, Taube, Weber u. a.); Ausf.: von Otter, Forsberg, Gerhaher, Hausmann, Hope; Deutsche Grammophon 2007.
- Schwer ist’s, das Schöne zu lassen – komplettes Liedwerk für Sopran und Klavier von Viktor Ullmann (Irena Troupová – Sopran, Jan Dušek – Klavier). Prag, ArcoDiva 2015.

## Ehrungen

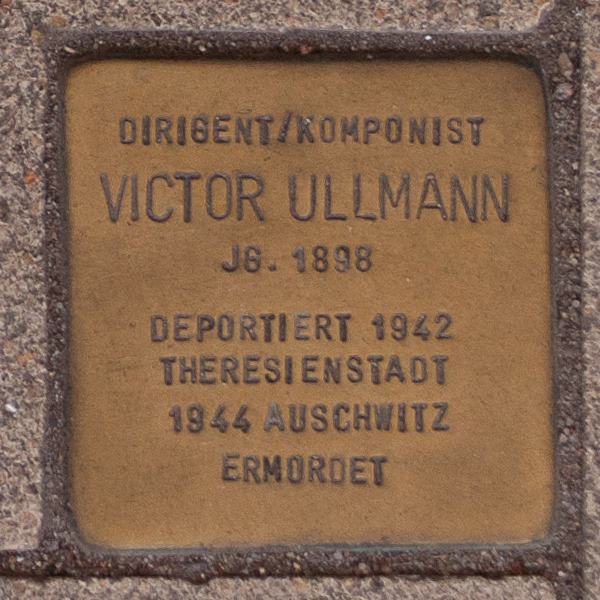
Stolperstein für Viktor Ullmann

2007 wurde für Viktor Ullmann ein Stolperstein vor dem ehemaligen Hamburger Stadttheater, Dammtorstraße 28, verlegt. Seine Tätigkeit oder die Aufführung eines seiner Werke in Hamburg ist nicht belegt. Die Stolpersteinverlegung erfolgte im Zusammenhang mit einer Ausstellung für verfolgte Musiker 2006 in der Hamburgischen Staatsoper und soll dauerhaft an sein Verfolgungsschicksal erinnern.